# Kinwarton
Kinwarton est un village et une paroisse civile du Warwickshire, en Angleterre.